# Emmy Wellesz

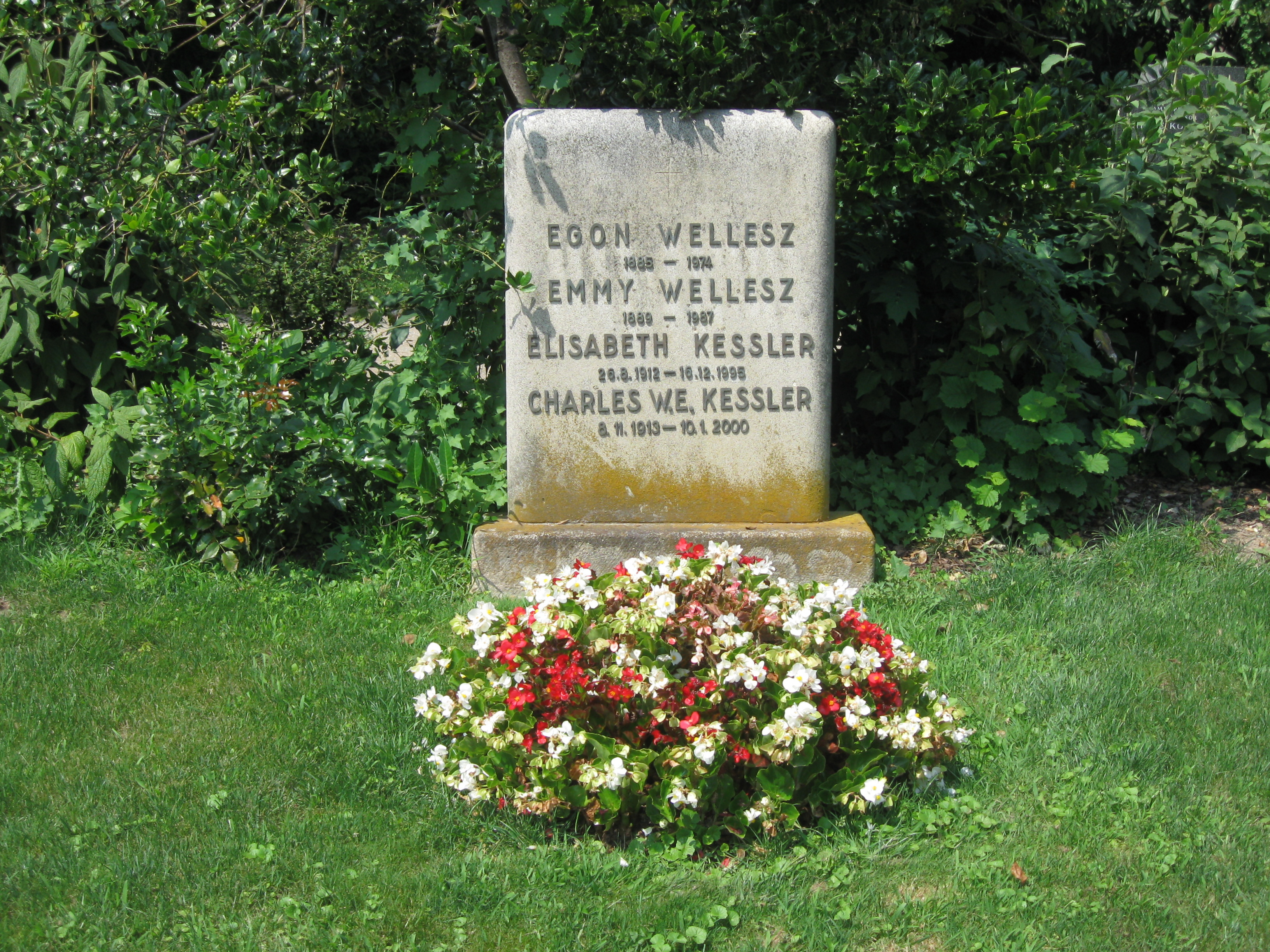
Grab von Emmy und Egon Wellesz auf dem Wiener Zentralfriedhof

 Emmy Wellesz, geborene Emilie Franziska (Emmy) Stross, (* 8. Januar 1889 in Wien; † 13. Juni 1987 ebenda) war eine österreichische Kunsthistorikerin.

## Leben
Emmy Stross war die Tochter des jüdischen Textilunternehmers Ludwig Stross (1852–1913) und seiner Frau Vilma, geb. Propper (1861–).
Sie besuchte die private Mädchenschule von Eugenie Schwarzwald und studierte von 1907/08 Kunstgeschichte an der Universität Wien bei Franz Wickhoff und Max Dvořák. 1908 heiratete sie den Komponisten und Musikwissenschaftler Egon Wellesz (1885–1974). Dieser, der gerade erst aus dem Judentum ausgetreten war, kehrte zum jüdischen Glauben zurück, um sie heiraten zu können. Sie unterbrach ihr Studium und bekam zwei Töchter, Magda (1909–2006) und Elisabeth (1912–1995). Am 2. Mai 1916 wurde sie evangelisch getauft. 1918 nahm sie ihr Studium wieder auf und wurde 1921 bei Josef Strzygowski mit der Dissertation „Gandhara im Rahmen vergleichender Kunstforschung“ promoviert.
Sie lebte mit ihrer Familie im von Josef Hoffmann erbauten Haus Kaasgraben 36/38 in der „Künstlerkolonie am Kaasgraben“. Im Juli 1938 emigrierte die Familie nach Großbritannien, wo ihr Mann Professor an der Universität Oxford wurde. Sie unterstützte ihren Mann bei seinen Forschungen und war auch weiterhin selbst wissenschaftlich tätig.

## Veröffentlichungen (Auswahl)
- Buddhistische Kunst in Baktrien und Gandhâra. In: Josef Strzygowski: Kunde, Wesen, Entwicklung, Eine Einführung. A. Holzhausen, Wien 1922, S. 137–151.
- Die buddhistische Kunst von Gandhâra (= Bibliothek der Kunstgeschichte 73). Seemann, Leipzig 1924.
- Ein indisches Blatt islamischer Miniaturmalerei. In: Josef-Strzygowski-Festschrift. Zum 70. Geburtstag dargebracht von seinen Schülern. Klagenfurt 1932, S. 178–182.
- Akbar’s religious thought reflected in Mogul painting (= Ethical and religious classics of East and West). G. Allen & Unwin, London 1952.
- The Vienna Genesis (= The Faber Library of illuminated manuscripts 5). Faber & Faber, London 1960.